# CosmoCaixa Barcelona
O CosmoCaixa Barcelona é um museu de ciência situado em Barcelona, na Catalunha, Espanha. Anteriormente conhecido como o Museu de Ciência de Barcelona, foi fechado para restaurações em 1998 e reabriu em 2004 sob o seu nome atual. O museu apresenta uma variedade de exposições, permanentes e temporárias, que mostram o ambiente, natureza, ciência e espaço. O CosmoCaixa também tem um planetário e exposições dedicadas à interação, como tocar e brincar para crianças pequenas. Ele também tem uma livraria, loja de presentes, biblioteca, centro de ensino e café. O museu é patrocinado pela La Caixa.

## Edifício
O edifício original foi desenhado por Josep Domènech i Estapà e construído entre 1904 e 1909, a fim de acomodar um asilo para cegos que durou até 1979-1980, quando foi reformado e ampliado por Jordi Garcés e Enric Soria para abrigar o Museu da Ciência Fundação "La Caixa" em 1981.
A reforma posterior, a fim de o tornar o atual CosmoCaixa, foi terminada em 25 de setembro de 2004, após cinco anos de trabalho. A reforma e ampliação do Museu foram feitas por Terradas Arquitectos. CosmoCaixa tem uma grande passarela espiral que leva os visitantes do porão para o 5 º andar. A peça central da passarela é uma árvore amazônica.